# (6653) Feininger
(6653) Feininger ist ein Asteroid des Hauptgürtels der am 10. Dezember 1991 vom deutschen Astronomen Freimut Börngen am Karl-Schwarzschild-Observatorium (Sternwarten-Code 033) bei Tautenburg entdeckt wurde.
Der Asteroid ist nach dem deutsch-amerikanischen Maler, Grafiker und Karikaturisten Lyonel Feininger (1871–1956) benannt.
(6653) Feininger gehört zur Koronis-Familie, einer Gruppe von Asteroiden, die meist aus Gestein bestehen und nach (158) Koronis benannt wurden und vermutlich vor mindestens zwei Milliarden Jahren bei einer Kollision von zwei größeren astronomischen Objekten entstanden sind.